# Limoneta graminicola
Limoneta graminicola är en spindelart som beskrevs av Robert Bosmans och Rudy Jocqué 1983. Limoneta graminicola ingår i släktet Limoneta och familjen täckvävarspindlar.
Artens utbredningsområde är Kamerun. Inga underarter finns listade i Catalogue of Life.